# Lee Valley White Water Centre
Lee Valley White Water Centre - kompleks kajakarski zlokalizowany na pograniczu hrabstw Essex i Hertfordshire, pomiędzy miejscowościami Waltham Cross i Waltham Abbey, w południowej Anglii. Obiekt został wybudowany specjalnie na Letnie Igrzyska Olimpijskie 2012 i był miejscem rozgrywania zawodów w slalomie kajakowym. 

## Charakterystyka
Centrum składa się z trzech zasadniczych elementów: toru głównego o długości 300 metrów i różnicy poziomów 5,5 metra, toru treningowego o długości 160 metrów i różnicy poziomów 160 centymetrów, a także zbiornika służącego do rozgrzewek, o powierzchni 10 tysięcy metrów kwadratowych. Ruch wody na torach zapewniają pompy o wydajności 15 metrów sześciennych na sekundę. 
Budowa obiektu rozpoczęła się w lipcu 2009 i dobiegła końca w grudniu 2010. Wiosną 2011 nastąpiło uroczyste otwarcie, po czym kompleks został udostępniony zarówno trenującym zawodnikom, jak i - co było ewenementem wśród nowo wybudowanych aren olimpijskich w Londynie i okolicach - wszystkim chętnym amatorom uprawiającym kajakarstwo. Po igrzyskach wrócił do tej podwójnej roli - jest zarówno jednym z kluczowych obiektów wyczynowych Brytyjskiego Związku Kajakowego, jak i miejscem uprawiania sportu amatorskiego. W 2015 odbędą się tam mistrzostwa świata w slalomie kajakowym. 

## Galeria

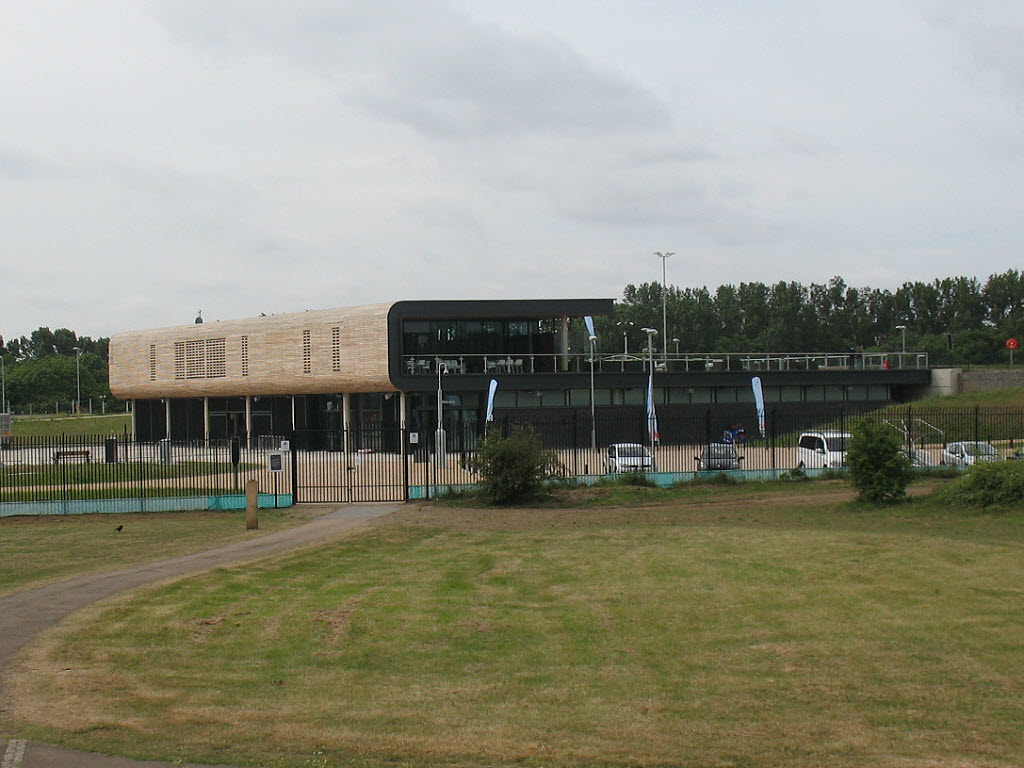
Pawilon dla kibiców i gości
Schemat kompleksu